# Bezzia circumdata
Bezzia circumdata är en tvåvingeart som först beskrevs av Rasmus Carl Staeger 1839.  Bezzia circumdata ingår i släktet Bezzia och familjen svidknott. Inga underarter finns listade i Catalogue of Life.